# Municipio de Inčukalns
El municipio de Inčukalna (en Letón: Inčukalna novads) es uno de los ciento diez municipios de Letonia, se encuentra localizado en el suroeste de dicho país báltico. Fue creado durante el año 2006 después de una reorganización territorial. La capital es la villa de Inčukalns.

## Ciudades y zonas rurales
- Inčukalna pagasts (zona rural)
- Vangaži (ciudad)

## Población y territorio
Su población se encuentra compuesta por un total de 8.504 personas (2009). La superficie de este municipio abarca una extensión de territorio de unos 112,2 kilómetros cuadrados. La densidad poblacional es de 75,79 habitantes por cada kilómetro cuadrado.